# Rommelpot (muziekinstrument)

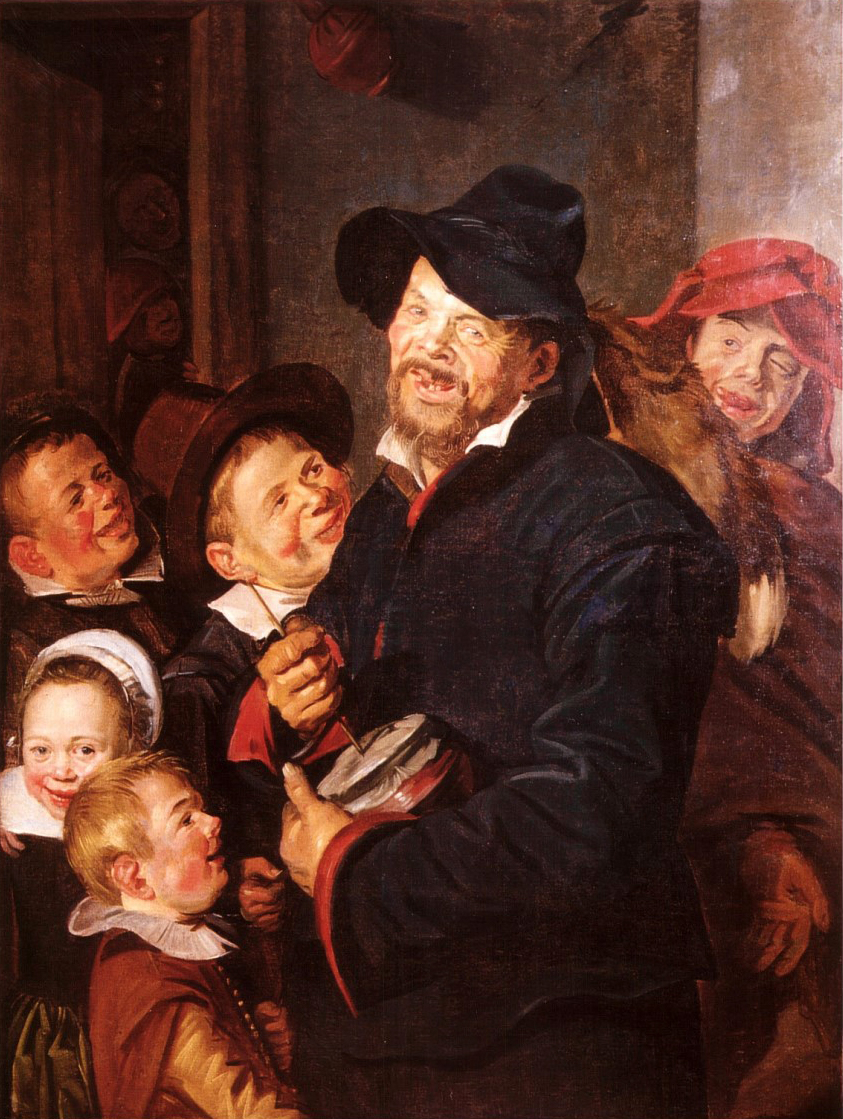
Rommelpotspeler geschilderd door Frans Hals

Een rommelpot of foekepot is een oud volksmuziekinstrument. Het instrument bestaat uit een aardewerken pot met een vlies erover gespannen. Een rommelpot wordt geclassificeerd als membranofoon. Door het midden van het vlies wordt een stokje gestoken en vast bevestigd. Dit stokje is bestreken met hars. Het stokje wordt in de hand genomen en met een wrijvende beweging in trilling gebracht. In zekere zin is een rommelpot dus ook een strijkinstrument. De trilling wordt overgedragen op het vlies. De pot dient als klankkast en versterkt het geluid. Het resultaat is niet erg welluidend: een soort frroep geluid, dat als een astmatische hijg beschreven kan worden. Dit geluid wordt in Nederland gebruikt als ritmische begeleiding bij solozang. Het 'foek' in de naam 'foekepot' is waarschijnlijk ontstaan als onomatopee op basis van deze klank. 'Rommel' is waarschijnlijk door volksetymologie ontstaan uit het Brabantse 'romme' (melk). In de 'rommepot' werd room tot boter gekarnd.
In Brazilië is de rommelpot, onder de naam cuíca, een veelgebruikt muziekinstrument in de sambamuziek. Ook in Hongarije wordt een foekepot gebruikt in citeraorkesten. In Italië is het instrument bekend onder de naam cupa-cupa.

## Oudejaarsavond
In sommige streken van Nederland was het
gebruikelijk op oudejaarsavond met de rommelpot van deur tot deur te gaan met een liedje zoals:
Rommelpotterij frroep, rommelpotterij frroep
geef me een centje en dan ga'k voorbij
'k heb geen geld om brood te kopen
daarom moet ik met de rommelpot gaan lopen. frroep
rommelpotterij, rommelpotterij,
geef me een centje dan ga'k voorbij
of, in de Achterhoek (in de Liemers met sint Maarten):
Foekepotterij, foekepotterij,
geef mien un cent, dan goa ik weer veurbij.
ik heb geen geld um brood te kopen,
deurum mot ik met de foekepotte lopen.
Foekepotterij, foekepotterij,
geef mien un cent dan goa ik weer veurbij.
In het stadje Goor wordt op oudejaarsmiddag 'gefoekepot'. Voornamelijk basisschoolkinderen (de jongsten met begeleiding) gaan verkleed in optocht langs de deuren. Daarbij wordt het liedje gezongen begeleid door het ritmisch geluid maken met een foekepot van echte varkensblaas. Als beloning voor het zingen van het liedje worden de kinderen traditioneel beloond met geld, maar tegenwoordig soms ook met snoep.
In de stad Tholen wordt er op oudjaar met de rommelpot langs de deur gegaan.
Hierbij worden drie liedjes gezongen; Klein Zieltje, het Schipperslied en een bedankliedje.
Om de traditie te behouden wordt er ieder jaar een Rommelpotfestival gehouden.
In het vissersdorp Yerseke (Zeeland) wordt de foekepot ook wel Koenckelpot genoemd.
Kinderen van het dorp gaan op oudjaarsdag van deur tot deur om snoep of geld op te halen.
Er worden dan verschillende liederen gezongen. Na de middag maakt de Eerste Yerseksche Koenckelpot Fanfare een rondgang door het dorp met alle kinderen in haar kielzog. De Fanfare is voor zover bekend de enige in zijn soort die gebruikmaakt van de Koenckelpot en Stampviool (Teufelsgeige, Dld) ter begeleiding van het nieuwjaarszingen.
Ook in Vlaanderen in het noorden van de provincie Antwerpen wordt in de Essen, Kalmthout, Stabroek, Berendrecht en Zandvliet op oudejaarsavond van deur tot deur gegaan om geld en wordt ook daar rommelpotten genoemd.
In de stad Sliedrecht werd de rommelpot Poverpot genoemd, en gingen de kinderen ook op oudejaarsdag langs de deuren onder het zingen van het volgende lied:
    'k Heb zo lang met de poverpot gelopen,

    Nog geen geld om brood te kopen,

    Alle bakkerij, steek in mijn zij,

    Steek in mijn broek,

    Alle hanen koekeroekeroek.

    'k Ben d'r één van Hille,

    Mijn broek zakt van mijn billen,

    'k Ben d'r één van stijve Kros,

    'k Moet gaan poveren voor de kost.

    Vrouw, geef me dit,

    Vrouw, geef me dat,

    Geef me een stukje

    Van 't varken z'n gat.

    't Varken heeft zijn gat gebrand,

    Achter aan z'n staartje,

    'k Wens je al wat wenselijk is,

    Veel zegen in 't nieuwe jaartje.

    Geef me een trosje druiven,

    Dan heb ik wat te kluiven,

    Geef me een appel of een peer,

    Dan kom ik het hele jaar niet meer.

    En mijn geld is op,

    En mijn brood is op,

    En nu heb ik niks te eten,

    Mijn schoenen zijn versleten,

    Mijn moeder mag 't niet weten,

    Mijn vader heeft geen geld,

    Is dat niet slecht gesteld?

    Volk!
De traditie van de rommelpot is ook in Noord-Duitsland en Denemarken bekend. In het Nederduits luidt het rommelpotlied:
Fru, maak de Dör op
De Rummelpott will rin.
Daar kümmt een Schipp ut Holland.
Dat hett keen goden Wind.
Schipper, wulltst du wieken!
Feermann, wulltst du strieken!
Sett dat Seil op de Topp
un geevt mi wat in'n Rummelpott!
Het Deense lied is hier nauw aan verwant.
Het gebruik bestaat sinds onheuglijke tijden, mogelijk ook ter ere van het feest van de H. Sylvester wiens feestdag dan door de Roomse Kerk gevierd wordt. Ook met Sint-Maarten, de dag voor Sint-Maarten (zoals in Hasselt), of op de dinsdag voor Aswoensdag wordt wel gefoekepot langs de deuren.

## Overige betekenissen
- In Noord-Brabant is rommelpot de naam van een volksdans die met een rommelpot als begeleiding gedanst wordt.
- In Poortugaal (Zuid-Holland) was Foekepot de naam van een jongerensociëteit.
- Rommelpot is de vervangende dorpsnaam van Heukelom tijdens Carnaval.